# Murallas de Dubrovnik
Las Murallas de Dubrovnik (en croata: Dubrovačke gradske zidine en italiano: muro di Ragusa) son una serie de muros defensivos de piedra que han rodeado y protegido a los ciudadanos de la, más tarde proclamada, ciudad-Estado marítima de Dubrovnik (la ciudad se llamó oficialmente Ragusa hasta el año 1916), situada en el sur de Dalmacia (actualmente bajo la soberanía de la moderna Croacia). Con numerosas adiciones y modificaciones a lo largo de su historia, ha sido considerada una de las grandes fortificaciones de la Edad Media, ya que nunca fue tomada por un ejército hostil durante este período de tiempo. En 1979, la ciudad vieja de Dubrovnik, que incluye una porción sustancial de las antiguas murallas de Dubrovnik, fue declarada Patrimonio de la Humanidad por la Unesco.
Los más antiguos sistemas de fortificaciones alrededor de la ciudad eran, probablemente, empalizadas de madera. Hoy en día las murallas de la ciudad conservadas son las construidas, principalmente, entre los siglos XII y XVII, sobre todo una doble línea, que ha sido durante mucho tiempo una fuente de orgullo para Dubrovnik. Las paredes realizan un recorrido ininterrumpido de aproximadamente 1 940 metros de longitud, que rodea la mayor parte de la ciudad antigua, y alcanzan una altura máxima de unos 25 metros. La mayor parte de los muros existentes y fortificaciones fueron construidos durante los siglos XIV y XV, pero se han ampliado y fortalecido continuamente hasta el siglo XVII. Esta compleja estructura, se encuentra entre las mayores y más completas de Europa. Protege la libertad y la seguridad de una sociedad «civilizada» y «sofisticada» república que floreció en paz y prosperidad durante cinco siglos. Los muros fueron reforzados por tres torres circulares y catorce cuadrangulares, cinco bastiones, dos grandes y angulares fortificaciones y la Fortaleza de San Juan.
Las paredes fueron adicionalmente reforzadas por nueve bastiones pequeños y semicirculares y el Fuerte Bokar (casamata), la fortaleza más antigua conservada de este tipo en Europa. El foso que corría alrededor de una sección exterior de las murallas estaba armado con más de 120 cañones, que hacían magnífica la defensa de la ciudad.

## Murallas antiguas

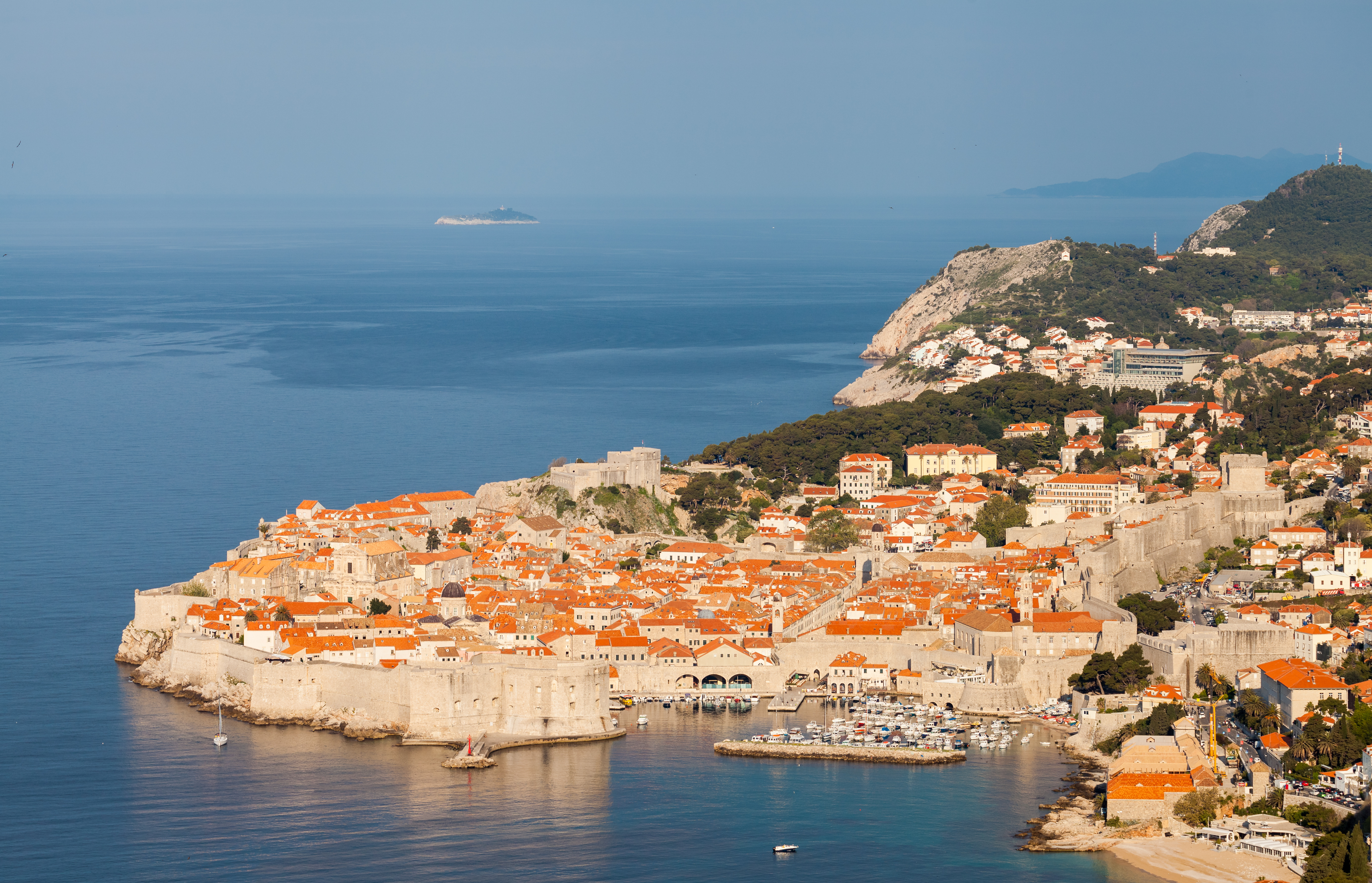
Vista de las murallas desde el sur.

Dubrovnik se fundó para unir dos pequeñas ciudades: «Laus» que estaba en una pequeña isla al sur de la costa dálmata y «Dubrava» un asentamiento eslavo en una colina.
La construcción de las primeras murallas de roca caliza alrededor de la ciudad comenzó a principios de la Edad Media, hacia el final del siglo VIII, pero las viejas leyendas dicen que una especie de castillo existía en la península bastante tiempo antes de eso. Es cierto que la antigua ciudad en la isla Laus estaba rodeada de murallas defensivas, probablemente, sobre todo por empalizadas de madera. El hecho de que Dubrovnik sobreviviese quince meses después de la invasión de los sarracenos, en el siglo IX, demuestra lo bien que fue fortificada la ciudad.

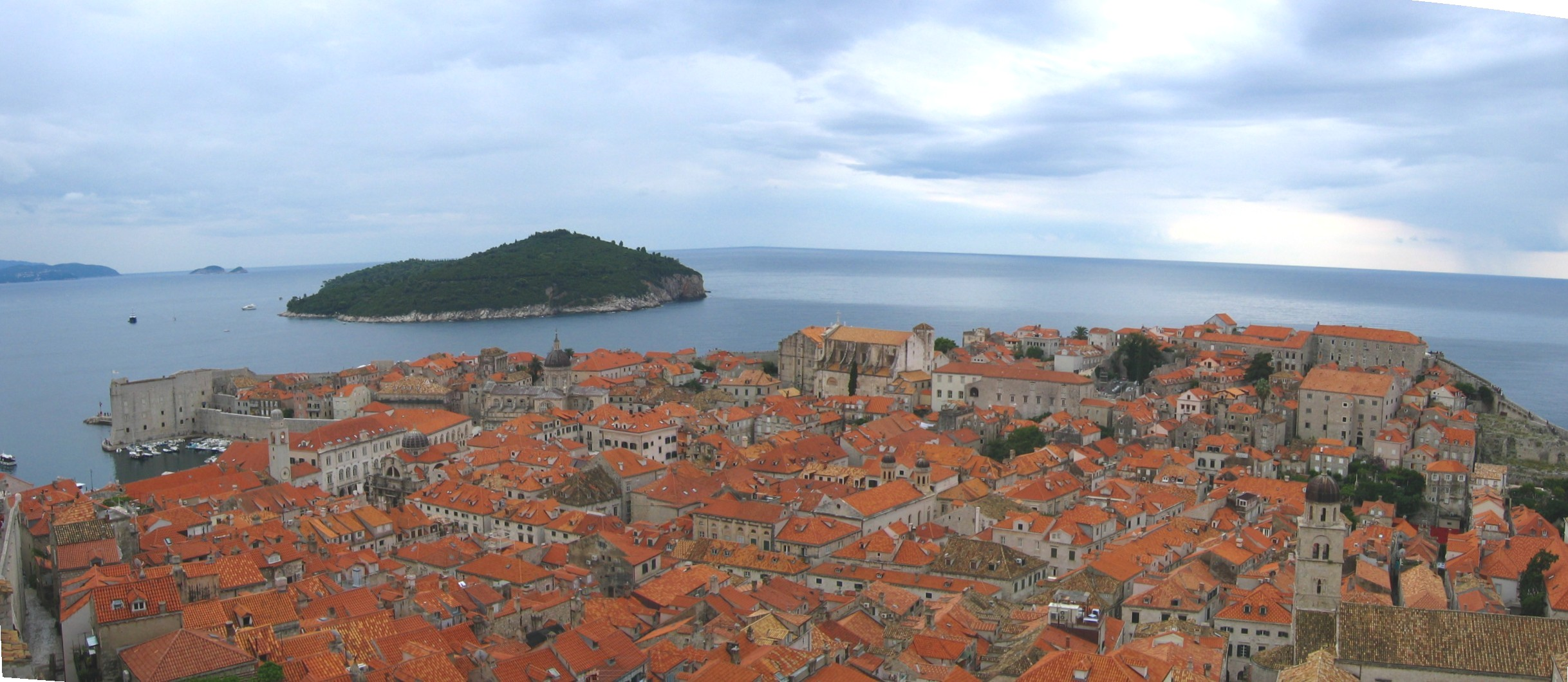
Vista de la ciudad desde la Torre Minčeta. En el lado izquierdo el puerto y el Fuerte de San Juan protegiendo uno de sus lados.

La primera expansión de la ciudad fue hacia la zona oriental de la isla, entonces deshabitada, lo cual explica que el nombre actual de la parte sureste, cerca de la Fortaleza de San Juan, sea "Pustijerna". El nombre Pustijerna viene del latín post terra, que significa «fuera de la ciudad». En los siglos IX y X, la muralla defensiva rodeaba la parte este de la ciudad. Cuando el canal que separaba la isla del continente se rellenó de tierra, en el siglo XI, la ciudad se fusionó con el asentamiento, y pronto, un único muro fue construido alrededor del actual centro de la ciudad.
Durante este mismo período de tiempo, Dubrovnik y sus alrededores fueron descritos como una parte de la entidad croata (Grwasiah), en una de las obras del «famoso» geógrafo árabe Abú Abdalá Mohamed al-Idrisi. En su libro Nuzhat al-Mushataq fi ikhtiraq al-afaq (en español: Alegría para los que deseen navegar en el mundo entero) de 1154, menciona a Dubrovnik como la ciudad más austral del «país de Dalmacia». En esa época, mediados del siglo XII, se levantan las primeras murallas en la pendiente de la montaña.
Al principio del siglo XIII surge la idea de una Placa (o plathea, o como lo nombraron de forma despectiva los venecianos, Stadun), mezcla de plaza y calle, que recogiese todas las calles perpendiculares en ella. La distribución urbanística de la ciudad data de 1292, cuando fue reconstruido el puerto tras un incendio, toda estaba incluida en el amurallamiento en el siglo XIII, con excepción del monasterio dominico, que quedó bajo su protección más tarde, durante el siglo XIV.

## Murallas actuales

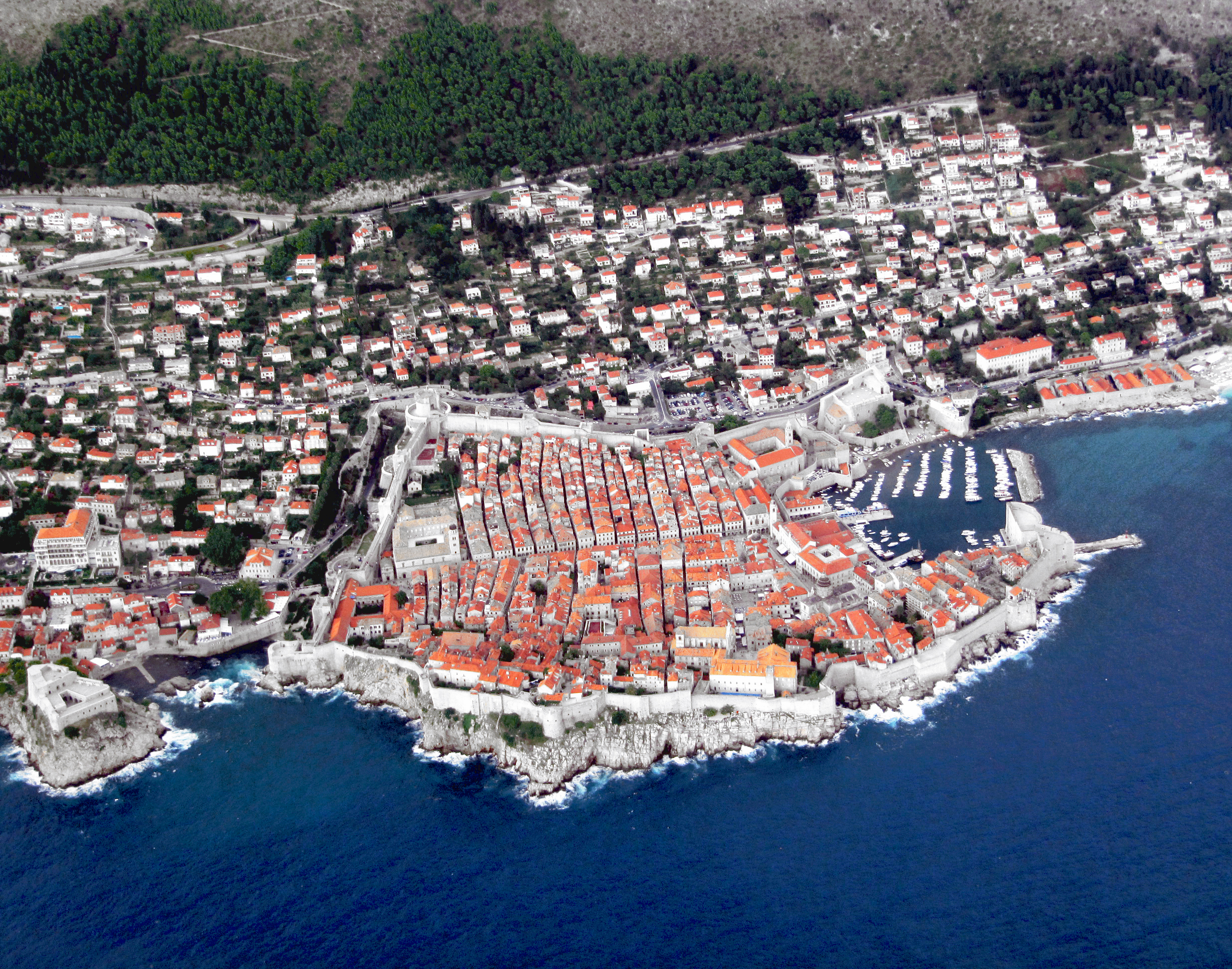
El aspecto actual de las murallas se definió en el siglo XIV. Los cinco principales fuertes se observan en la foto, comenzando en el extremo superior izquierdo y en el sentido de las agujas del reloj: Torre Minčeta en el interior y alto de la ciudad; Fuerte Revelin protegiendo el puerto y exento de las murallas; Fuerte de San Juan en el otro lado del puerto; Fuerte Bokar al final de la línea de murallas marítimas; y exento, en la izquierda, el Fuerte de San Lorenzo.

Las murallas de la ciudad se han conservado hasta la actualidad, no solo por la capacidad técnica de los trabajadores de la construcción y el cuidado constante proporcionado por los habitantes de la ciudad que mantuvieron y reconstruyeron las estructuras cuando fue necesario, sino también por la brillante diplomacia de Dubrovnik, que consiguió en muchas ocasiones evitar que los enemigos de la República de Ragusa adoptasen medidas peligrosas para con ellas.
El aspecto actual de los muros se definió en el siglo XIV, después de que la ciudad obtuviera su plena independencia respecto a la soberanía de la República de Venecia, pero el auge de su construcción duró desde el principio del siglo XV hasta la segunda mitad del siglo XVI. Que fueran construidas muy sólidamente fue un gran beneficio, pues los muros, en su mayor parte, no sufrieron daños en el catastrófico terremoto de 1667. El mayor estímulo para el desarrollo continuo, las reparaciones de emergencia y la construcción de las fortalezas de Dubrovnik, fue resultado del miedo a un ataque sorpresa por parte de las fuerzas militares de Turquía, especialmente después de la conquista de Constantinopla en 1453. La ciudad estuvo también en peligro constante por los ataques de los venecianos. Durante siglos la gente de Dubrovnik fue capaz de conservar su ciudad-república gracias a hábiles maniobras entre Oriente y Occidente. Un estratégico tratado con Turquía prolongó la libertad de Dubrovnik y mantuvo la oportunidad de un importante papel comercial entre el Imperio otomano y Europa.
Las murallas forman un imaginario polígono irregular, aunque con los lados no rectos, de cuatro lados con las cuatro esquinas protegidas por un total de cinco fortalezas, tres de ellas incrustadas en los muros. En el norte se encuentra el fuerte circular Torre Minčeta, en el lado este del puerto de la ciudad está la aislada Fortaleza Revelin, la entrada y lado occidentales de la ciudad están protegidos por el Fuerte Bokar y el Fuerte de San Lorenzo, aislado, y el amplio y complejo Fuerte de San Juan situado en el lado sudeste de la ciudad que cierra la bocana del puerto.

### Murallas exteriores

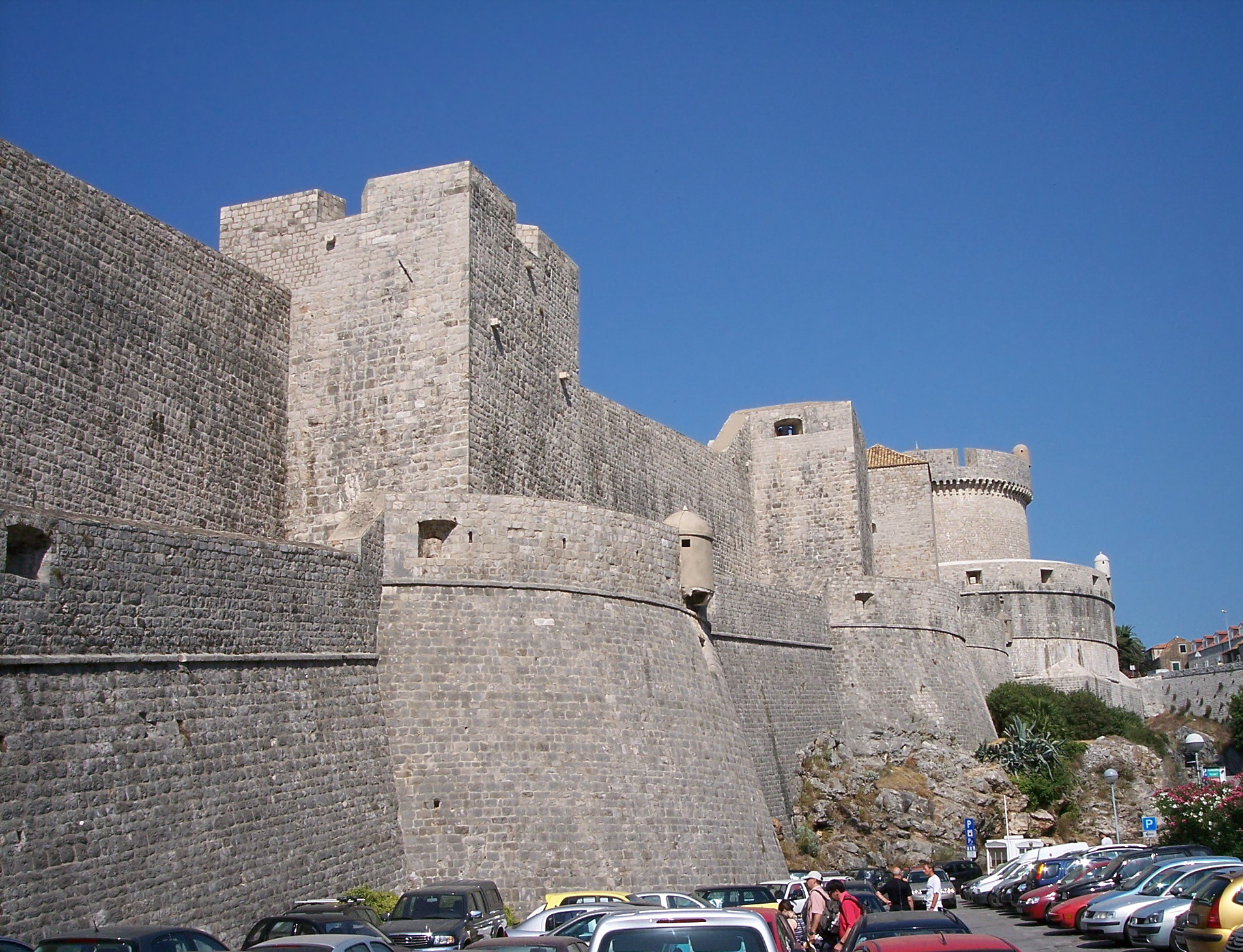
Las murallas exteriores protegen la ciudad por tierra. Las paredes inclinadas anexas a la muralla las reforzaban, especialmente contra el fuego de artillería.

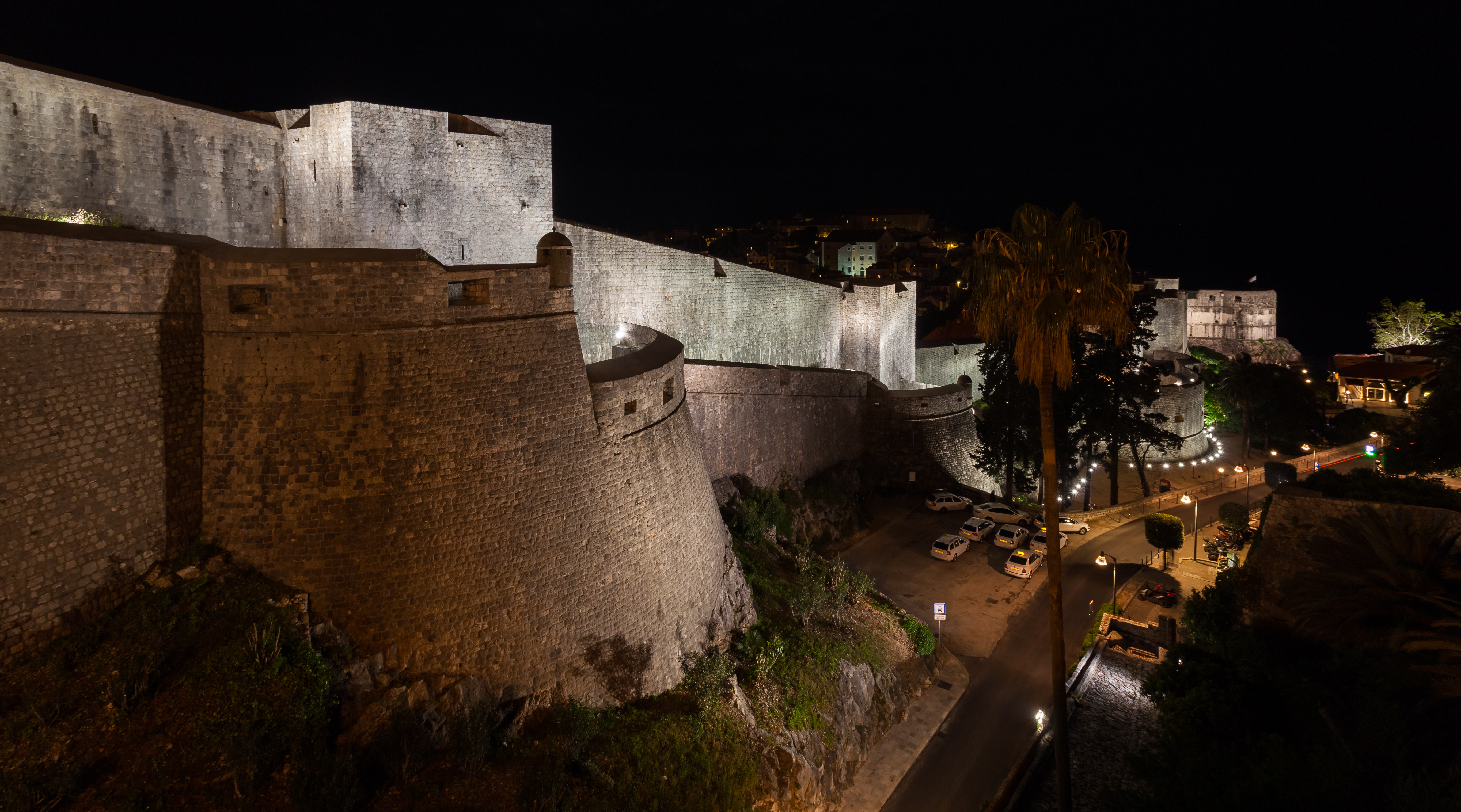
Vista nocturna del amurallado.

Las murallas exteriores protegen la ciudad de las incursiones por tierra. La muralla principal en el sector exterior tiene entre cuatro y seis metros de espesor y en ciertos lugares, llega hasta 25 metros de altura. Las murallas exteriores se extienden desde el Fuerte Bokar en el oeste, hasta la fortaleza independiente Revelin en el este. En el sector del exterior, la muralla está protegida con una cadena anexa de paredes inclinadas, que apoyaban a la defensa, especialmente contra el fuego de artillería, sobre todo frente a posibles ataques otomanos.

#### Puertas
La ciudad cuenta con cuatro puertas históricas: dos que conducen al puerto y dos (con puentes levadizos) que conducen a la ciudad nueva. Durante el período de tiempo en que el Imperio austríaco controlaba la ciudad, dos puertas más se abrieron en la muralla.
La comunicación de la ciudad con el exterior se mantuvo a través de dos puertas principales fuertemente protegidas, una colocada en el lado oeste de la ciudad y la otra situada en la parte este. Estas entradas se construyeron de manera que las comunicación con la ciudad no pudiera llevarse a cabo directamente, quien quisiera traspasarlas tenía que entrar a través de múltiples puertas y caminar por un intrincado pasillo, pasillo de liquidación, lo cual es evidencia de las medidas de seguridad tomadas como una última defensa contra la posibilidad de una brecha sorpresa o la entrada de visitantes inesperados.

##### Puerta de Pila

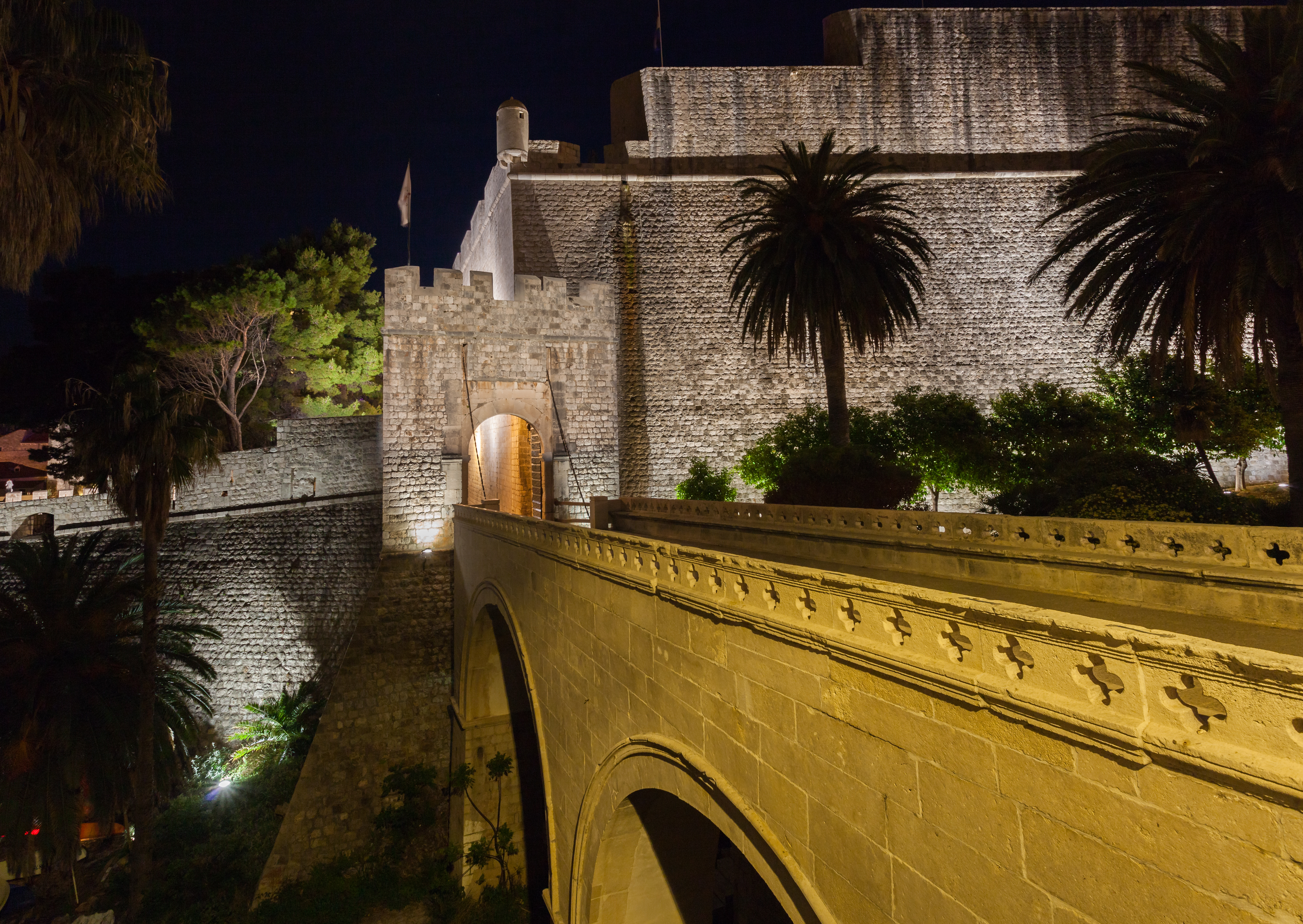
Vista nocturna de la puerta Ploče.

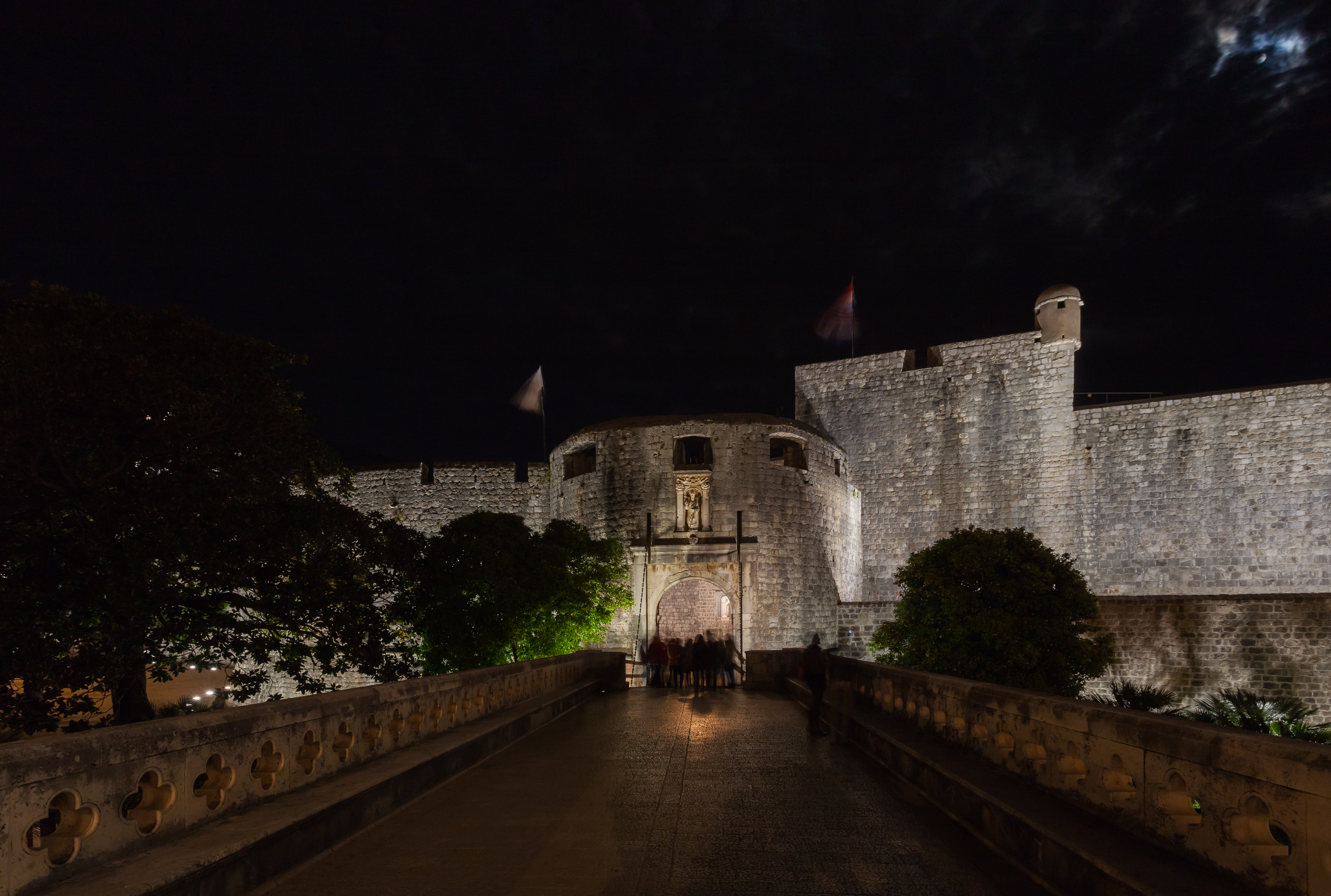
Puerta Pile.

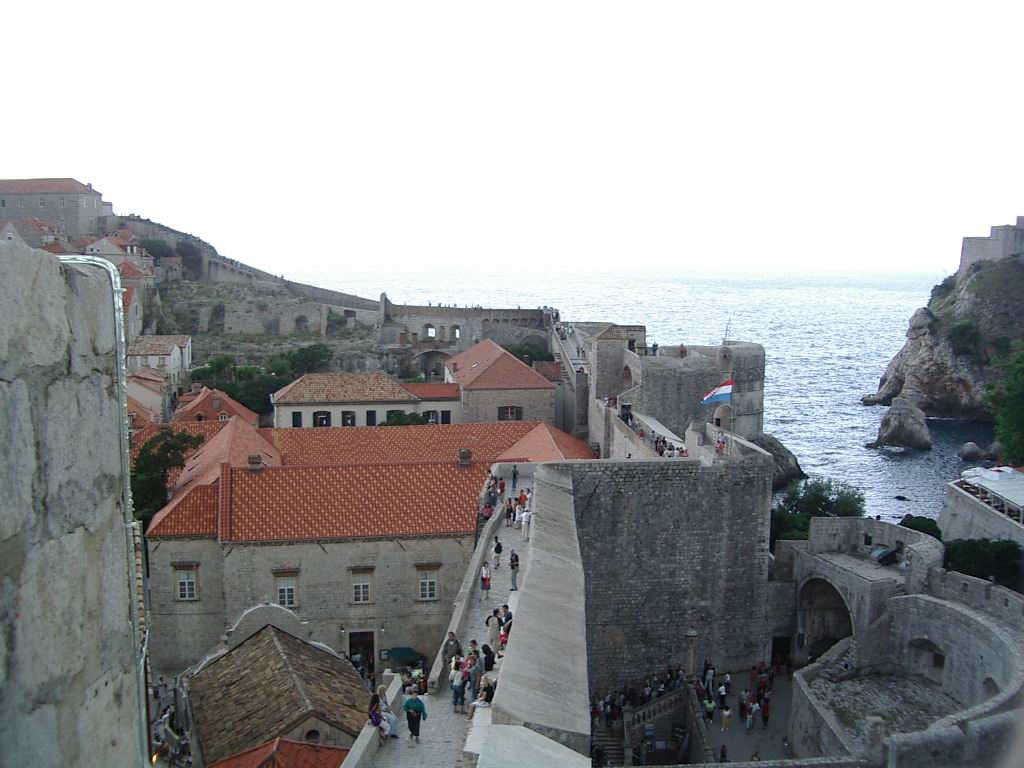
Puerta de Pila. Se ve el detalle del complejo fortificado que da acceso a la ciudad por el oeste.

La Puerta de Pila, o Puerta de Pile (pile significa «puerta» en griego), es un complejo fortificado, con varias puertas, y defendido por el Fuerte Bokar y el foso que corría alrededor de la sección fuera de los muros de la ciudad. En la puerta de entrada a la ciudad antigua, en el lado occidental de las murallas exteriores, hay un puente de piedra entre dos arcos góticos, que fueron diseñados por el prestigioso arquitecto Paskoje Miličević Mihov en 1471. Ese puente se conecta con otro puente, un puente levadizo de madera, que aún puede ser levantado. Durante la época de la república, el puente levadizo de madera de la Puerta de Pila era levantado cada noche con considerable pompa, en la ceremonia se entregaban las llaves de la ciudad al rector de Ragusa. En la actualidad, se extiende por un foso seco cuyo jardín ofrece un descanso de las multitudes. Por encima de los puentes, sobre el arco de la puerta principal de la ciudad, hay una estatua del patrón local: San Blas, (en croata: Sveti Vlaho), con un modelo de la ciudad renacentista.

##### Puerta de Ploča

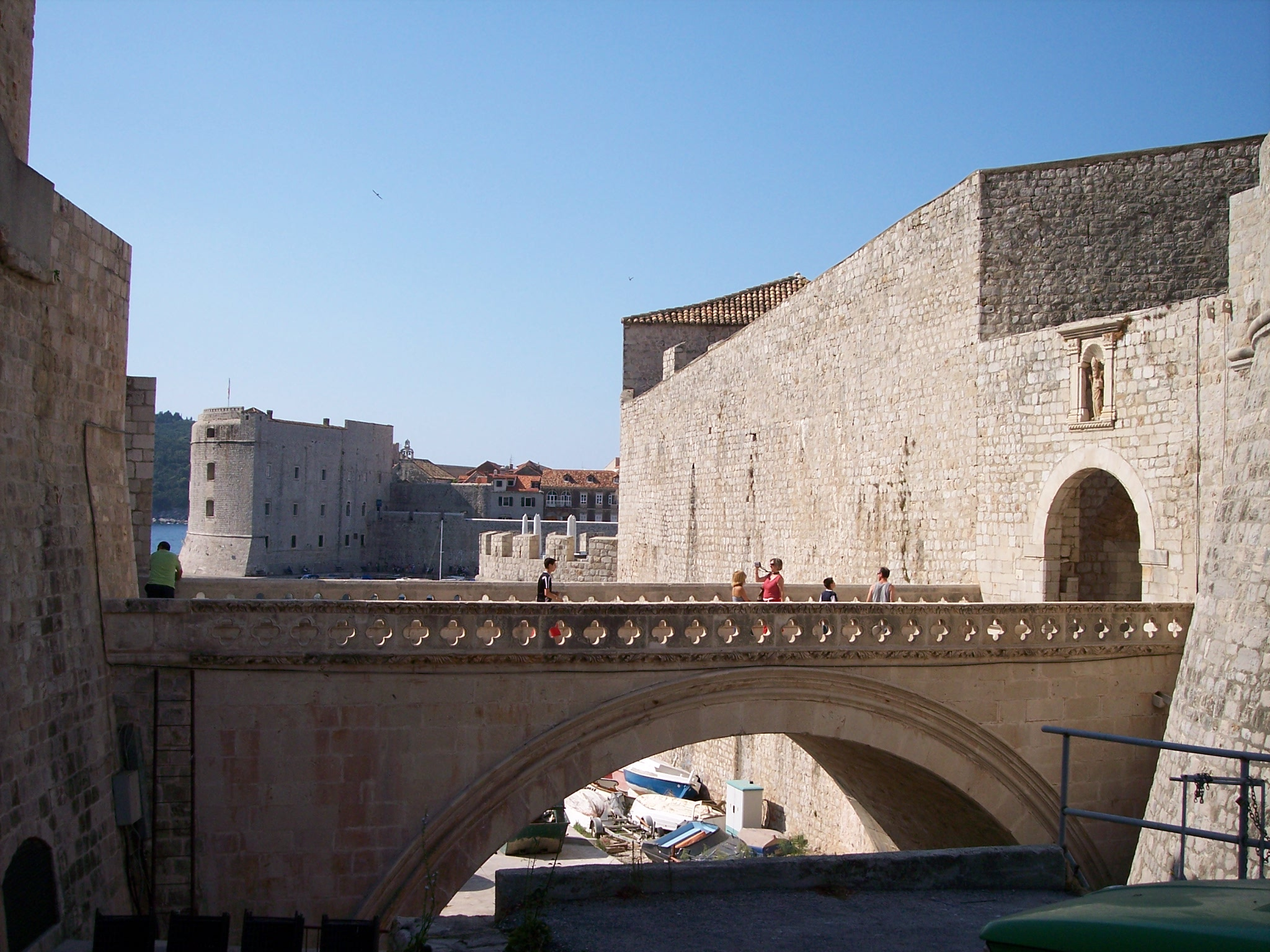
La Puerta de Ploča, en el lado este de las murallas exteriores, es la segunda mayor entrada de la ciudad.

En el lado este de las murallas exteriores, se encuentra la segunda entrada principal a la ciudad, la Puerta de Ploča. Está protegida por la fortaleza Revelin. Están conectados por un puente levadizo de madera y un puente de piedra que abarca un foso de protección. La puerta exterior de Ploca fue diseñada y construida por el arquitecto Mihajlo Hranjac en 1628, mientras que los dos puentes a la Fortaleza Revelin se construyeron en el siglo XV por Paskoje Miličević. Milicevic también diseñó los puentes de la Puerta de Pila, lo que explica las similitudes entre los puentes. Sobre el puente, al igual que con la Puerta de Pila, se encuentra la estatua de San Blas, el santo patrono de Dubrovnik.

##### Puerta de Buža
La Puerta de Buža (cuyo significado es «agujero») se encuentra en el lado norte de las murallas exteriores. Esta puerta es relativamente nueva, en comparación con las otras, ya que fue construida durante la primera década del siglo XX.

### Murallas marítimas

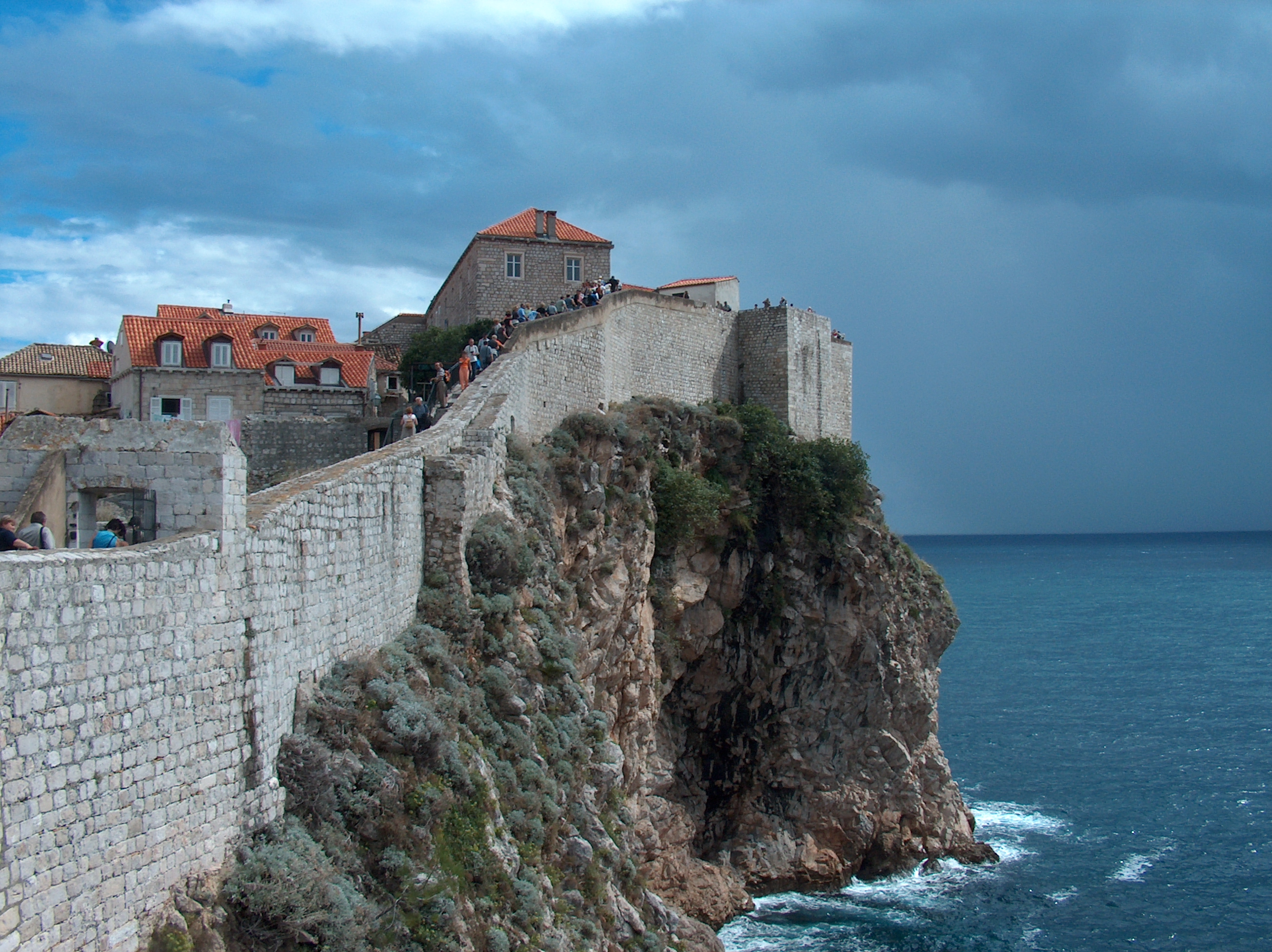
Vista de las murallas marítimas desde el Fuerte Bokar, el cual las flanquea en el extremo opuesto del Fuerte de San Juan.

Las murallas marítimas principales se extienden desde el Fuerte Bokar en el oeste, al Fuerte de San Juan en el sur, y a la fortaleza Revelin en la parte exterior. Estas paredes son de 1,5 a 5 metros de espesor, dependiendo de su ubicación y su importancia estratégica. El objetivo de estos muros fue ayudar a la defensa de la ciudad de los ataques por el mar, en particular de la República de Venecia, que se consideraba con frecuencia una amenaza para la seguridad de Dubrovnik.
En la reconstrucción de este tramo de las murallas en el siglo XVI, se agregó el Fuerte Mrtvo zvono en el punto más saliente para mejorar la defensa. Esta fortificación, también, fue diseño de Paskoje Miličević que le dio forma oval y lo dotó de troneras para defender los ataques por el mar.

#### Puerto de la ciudad

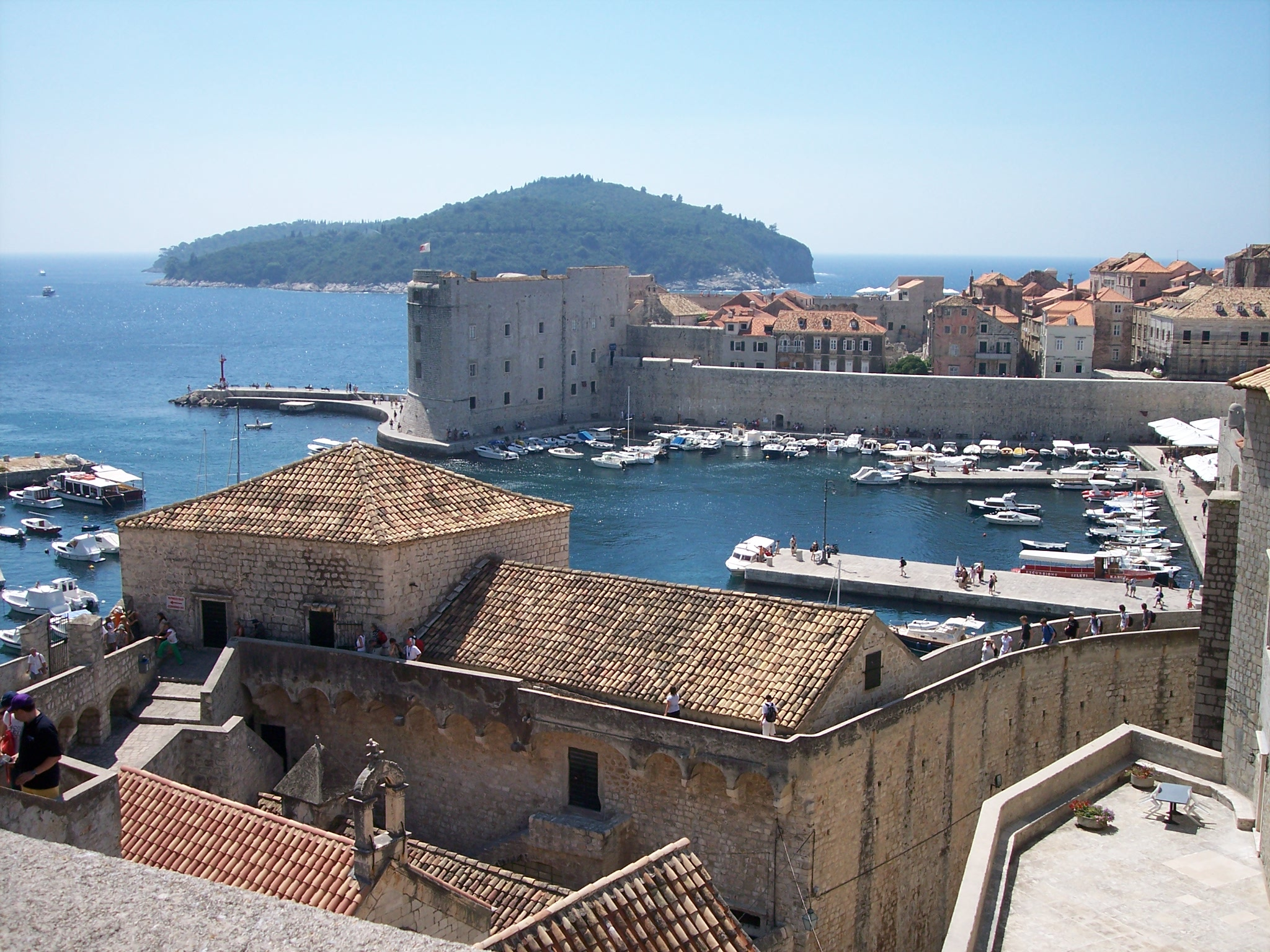
Vista del puerto desde el Fuerte Revelin. Al fondo la Fortaleza San Juan y la parte de la muralla externa que protege la entrada a la ciudad desde el puerto.

Es uno de los sectores más antiguos de Dubovnik y fue construido alrededor de un último castillo antiguo junto al mar, que se extendía hacia el exterior un poco más que en la actualidad. Fue construido en el sitio de la catedral prerrománica y el Palacio del Rector, por lo tanto envuelve el puerto. El puerto fue diseñado y construido por el ingeniero Paskoje Miličević a finales del siglo XV. En un tríptico del artista Nikola Božidarević de 1500, se puede observar dónde está el puerto está ubicado, ya que San Blas porta una maqueta de la ciudad sobre ambas manos.
La parte más prominente del puerto son los tres enormes arcos de un gran arsenal construido a finales del siglo XII y ampliado en la última parte del siglo XV. El puerto es también el más antiguo astillero dentro de la ciudad y todavía está en uso.
La Porporela fue construida en 1873, junto a la Fortaleza de San Juan. El muelle Kaše, diseñado como rompeolas, cuya construcción comenzó en 1484, de acuerdo con el diseño de Paskoje Miličević, con el fin de defender el puerto y protegerlo de los vientos del sureste y las olas. En la actualidad, el arsenal acoge el café de la ciudad y un cine, mientras tanto el puerto y la Porporela se han convertido en paseos y atracciones turísticas.

#### Puertas
En la zona portuaria de la ciudad, una de las más importantes de esta ciudad de comercio marítimo, hay dos accesos: la Puerta del Puente y la Puerta de la lonja de pescado. El diseño completo de las calles de Dubrovnik, así como una parte de las expansiones, estaba pensado para una rápida y eficaz comunicación con los fuertes insertados en las murallas de la ciudad.

##### Puerta del Puente
Construida en 1476, la Puerta del Puente se encuentra al oeste del Gran Arsenal. La parte de la muralla de la ciudad construida en el mismo período, va desde la puerta hasta el fuerte de San Juan. La que en la actualidad es la calle Damjan Judá se realizó en el siglo XV, cuando el sistema de alcantarillado se terminó, y la construcción de casas en el muro occidental de la ciudad ya no estaba permitida.

##### La Puerta de la Lonja de pescado
La Puerta de la lonja de pescado, o de la pescadería, fue construida en 1381, se encuentra al este del Gran Arsenal. La antigua torre de San Lucas protege el puerto en el este, y la entrada del puerto está rodeada y protegida por la Fortaleza Revelin.

## Fuertes

### Fuertes inclusos en las murallas
La caída de Constantinopla en 1453 fue una señal clara para los ciudadanos de Dubrovnik, que debían tener precaución y adoptar rápidamente medidas defensivas, la primera, y una de las más importantes, fue el fortalecimiento de sus estructuras defensivas. La caída de Bosnia, que siguió muy pronto en 1463, sólo aceleró los trabajos. Como resultado, la República invitó a un arquitecto florentino, Michelozzo di Bartolommeo, para dirigir la mejora de las defensas de la ciudad. Su trabajo en Dubrovnik dio lugar a la construcción y ampliación de numerosos edificios de importancia clave para la defensa de Dubrovnik.

#### Torre Minčeta

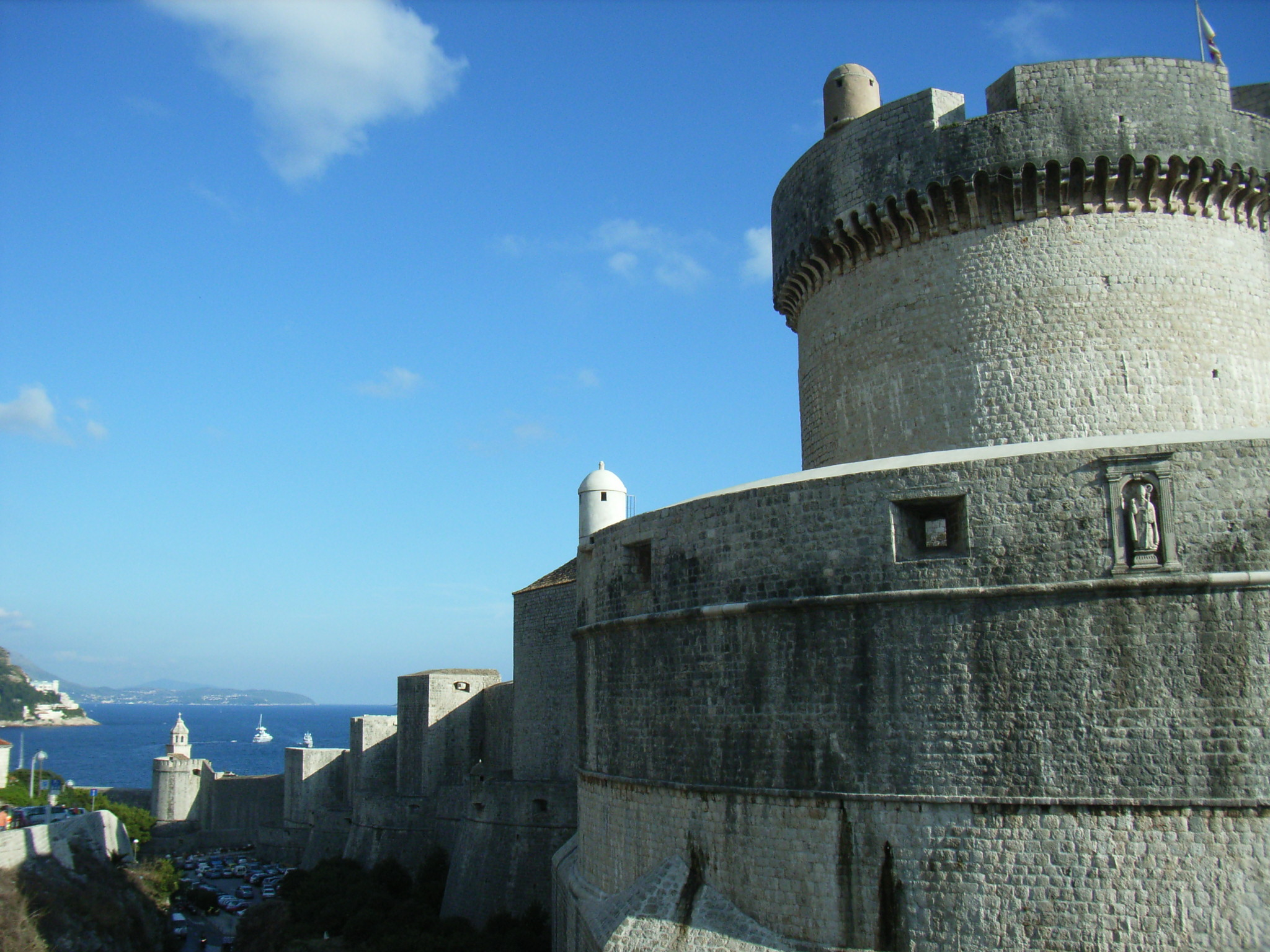
La Torre Minčeta.

La Torre Minčeta es el punto más prominente en el sistema de defensa hacia el exterior y el punto más alto de las murallas. El nombre de la torre se deriva del nombre de la Familia Menčetić, propietaria del terreno donde fue construida. Gracias a su impresionante altura y volumen, domina gran parte del noroeste de la ciudad y las murallas. Su construcción fue encargada a Nicifor Ragnina y a ingenieros italianos enviados por el Papa Pío II en el año 1463, después de haber firmado, la República, un tratado con los turcos, originalmente como una fortaleza de cuatro lados fuertes. A mediados del siglo XV, alrededor del fuerte anterior, Michelozzo construyó una torre nueva, redonda, adaptada a la nueva técnica de guerra y ensamblada al nuevo sistema de paredes bajas del declive. Las paredes de la torre son de 6 metros de espesor, además cuenta con una serie de troneras protegidas. El arquitecto y escultor Giorgio da Sebenico de Zadar, continuó el trabajo sobre la Minčeta. Diseñó y construyó la torre redonda y estrecha, mientras que las almenas son un añadido posterior. La torre fue terminada en 1464 y es el símbolo de lo invencible de la ciudad de Dubrovnik. Dado que es el punto más alto de la muralla, ofrece una vista "inolvidable" de la ciudad.

#### Fuerte Bokar

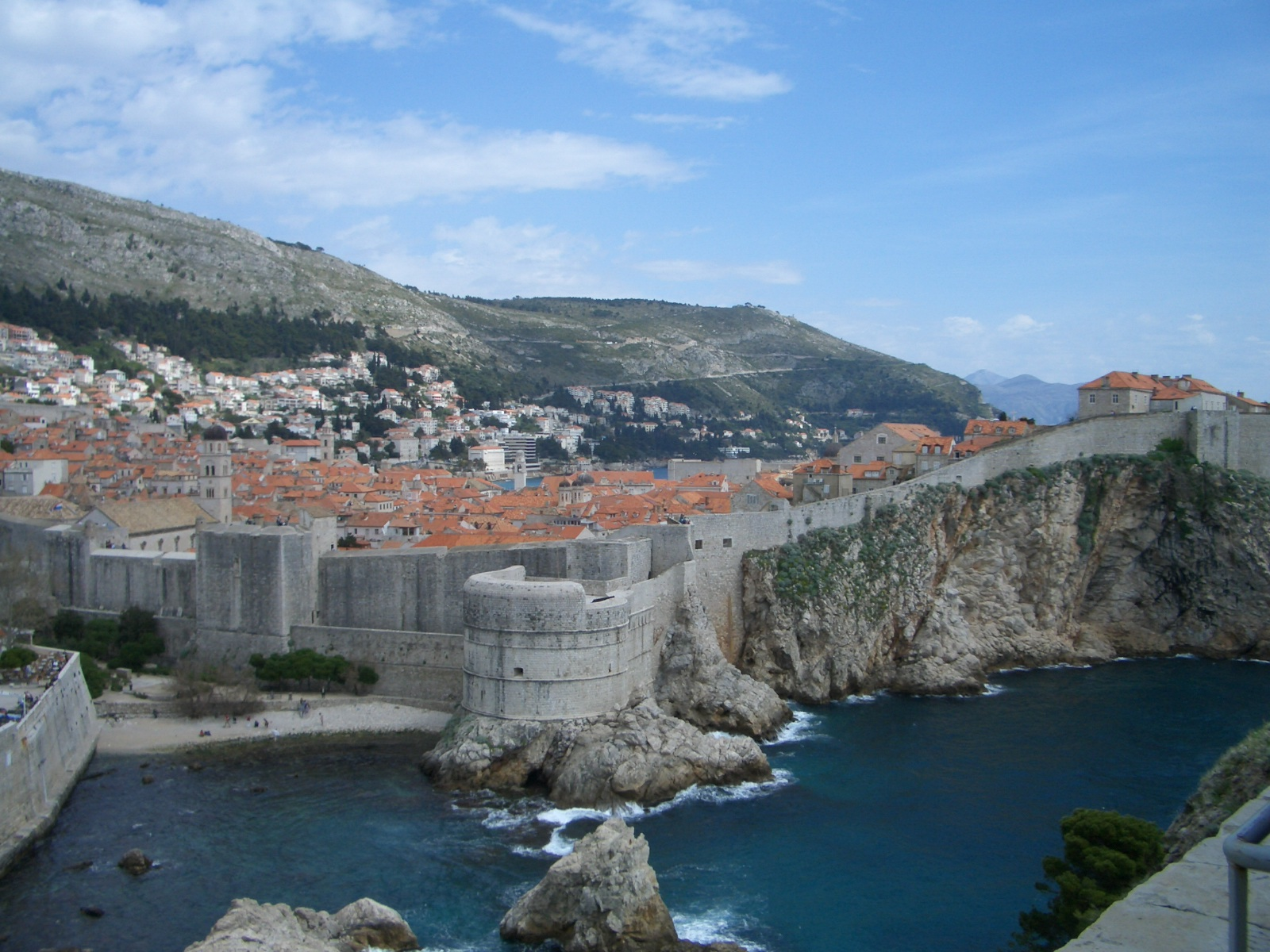
El Fuerte Bokar, visto desde el Fuerte de San Lorenzo, ambos en el extremo occidental de las murallas. Desde el primero parten las murallas exteriores que llegan hasta el Fuerte Revelin, protegiendo por tierra a la ciudad y las murallas marítimas que llegan hasta el Fuerte de San Juan.

El fuerte Bokar (en croata: Zvjezdan) es considerado uno de los más hermosos ejemplos de armonía y funcionalidad de la arquitectura de las fortificaciones. Fue construido por Michelozzo, mientras que las murallas de la ciudad fueron reconstruidas entre 1461 y 1463. Este fuerte fue concebido como el punto clave en la defensa de la Puerta de Pila, la entrada fortificada oeste de la ciudad. Después de la Torre Minčeta, esta fortaleza es el segundo punto clave en la defensa del exterior. Fue construido como fortaleza de dos pisos para albergar las defensas, su colocación delante de la muralla provoca que resalte con su volumen cilíndrico entero. Se dice que es la casamata más antigua en Europa. Contiene una pequeña colección lapidaria y numerosos cañones.

#### Fuerte de San Juan

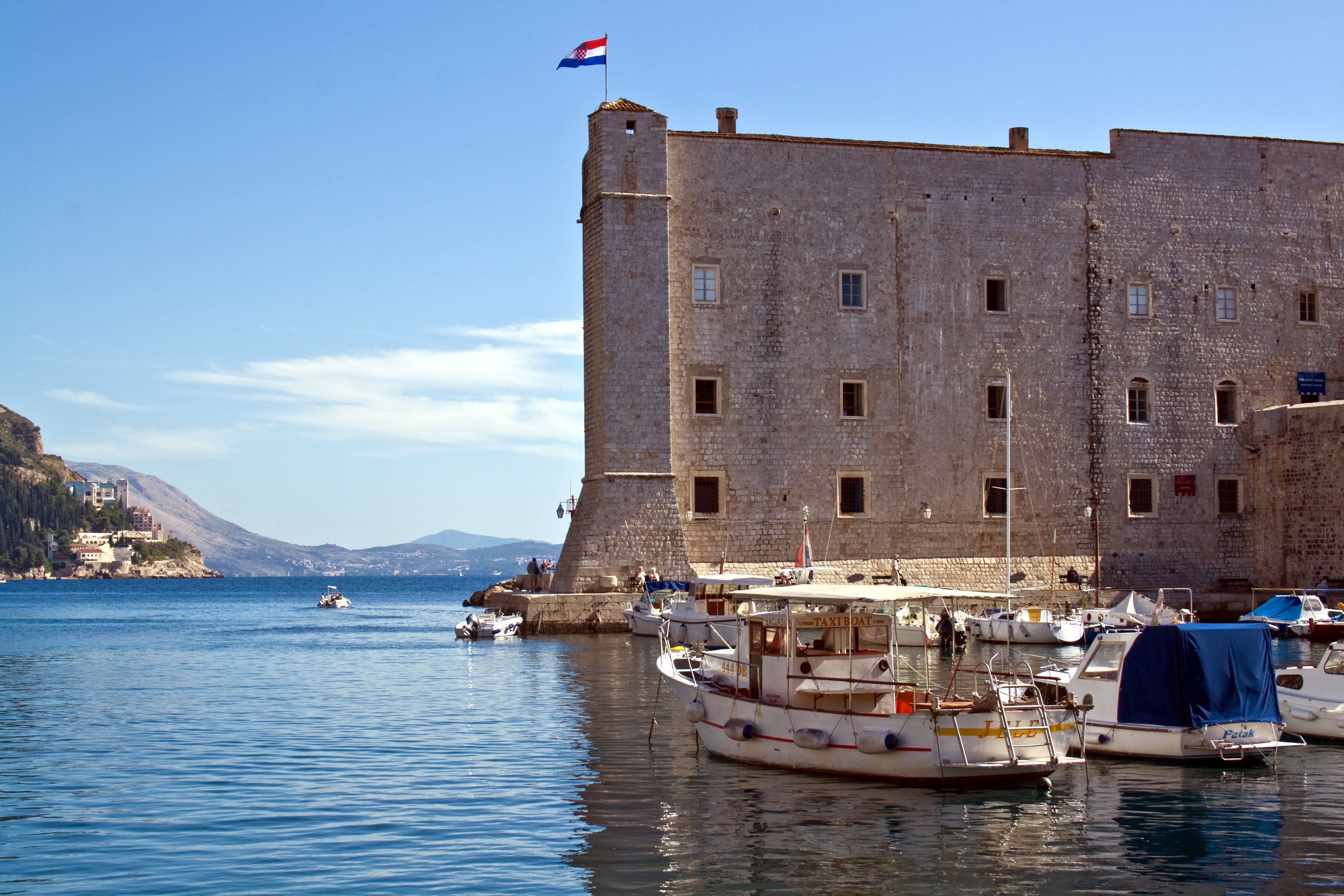
El Fuerte de San Juan protege el lado derecho de la bocana del puerto de la ciudad.

El Fuerte de San Juan (en croata: Sveti Ivan), también llamado la Torre Mulo (del muelle), es un monumental y complejo edificio ubicado en el lado sureste del puerto de la ciudad, que controla y protege esa entrada. El primer fuerte fue construido en el siglo XIV, pero fue modificado en varias ocasiones en el transcurso de los siglos XV y XVI, lo cual puede verse en el tríptico realizado por el pintor Nikola Bosdari en el convento de los dominicos. La pintura representa a San Blas, el patrón de Dubrovnik. Dominante en el entorno del puerto, la fortaleza de San Juan impidió el acceso a los piratas y otras naves enemigas. Siempre cautelosos a la primera señal de peligro, los habitantes de Dubrovnik utilizaban, para cerrar la bocana del puerto, pesadas cadenas que se extendían entre el Fuerte de San Juan y el embarcadero Kaše, también las utilizaban para cerrar todos los accesos al puerto del Gran Arsenal. Hoy en día, la planta baja del fuerte es un acuario, provisto de animales marinos de diversas partes del Mar Adriático. En las plantas superiores hay una etnografía y un museo marítimo, en el que las cuatro secciones están dedicadas a la organización marítima en el periodo de la república, la edad del vapor, la Segunda Guerra Mundial y las técnicas de la vela y la navegación.

### Fuertes exentos de las murallas

#### Fuerte Revelin

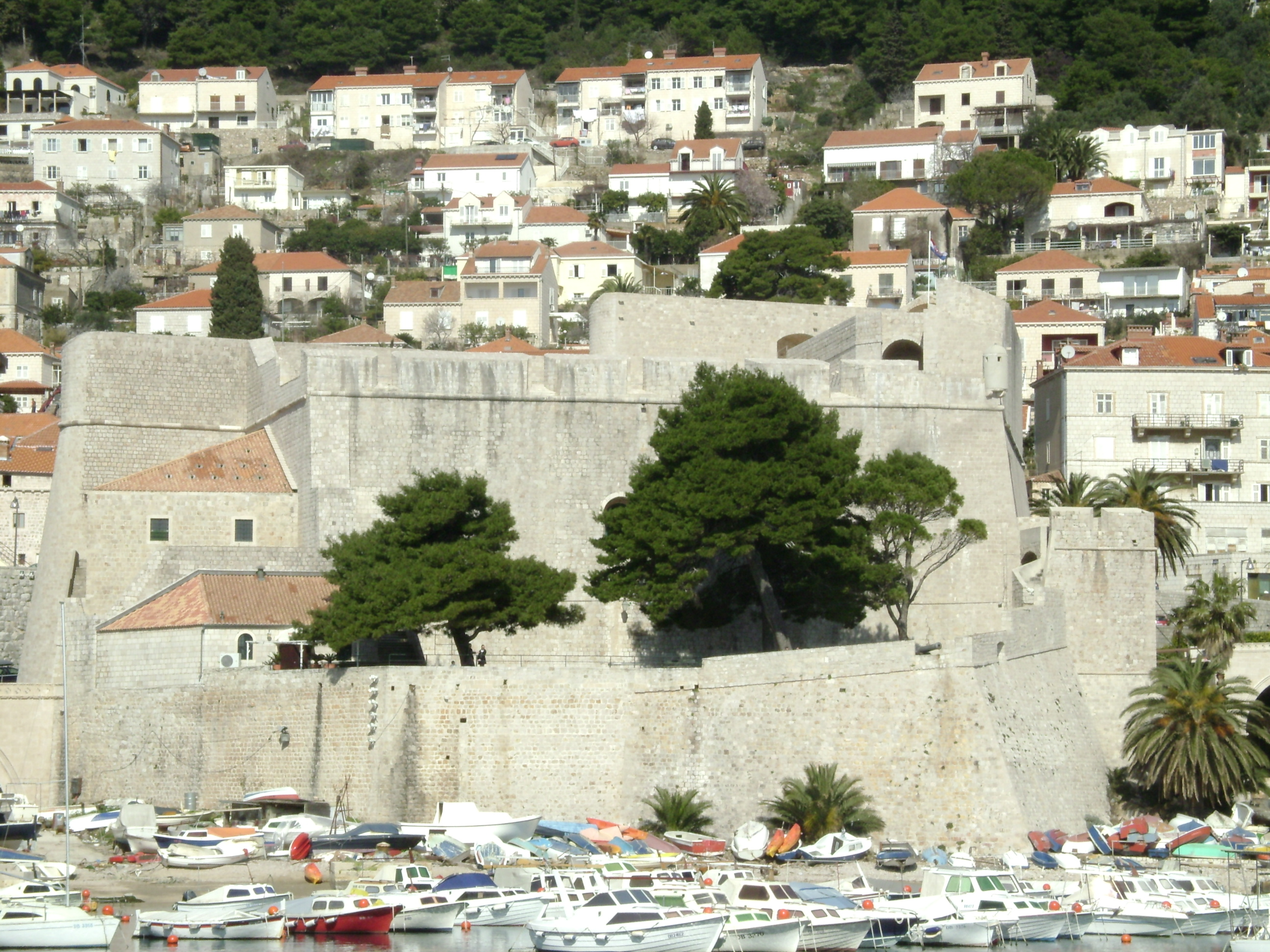
En el, el Fuerte Revelin se convirtió en la mayor fortaleza de la ciudad. Domina el acceso al puerto junto al Fuerte de San Juan.

En el periodo de peligro turco y la caída de Bosnia, esta fortaleza fue construida al este de la ciudad en 1462. Una edificación que proporcionó una protección extra a la ciudad en la Puerta de Ploča. El nombre se deriva de rivelino (revellín), un término en arquitectura militar, que se refiere a una obra construida frente a la puerta de la ciudad con el fin de dar una mayor protección ante un ataque enemigo. El peligro de asalto por parte de Venecia aumentó repentinamente en los tiempos de la primera Liga Santa, por lo que era necesario reforzar este punto vulnerable de la fortificación de la ciudad. El Senado contrató a Antonio Ferramolino, un constructor de fortalezas experimentado, un amigo de confianza de la República. En 1538 esa misma cámara aprobó sus dibujos del nuevo, y mucho más fuerte Revelin. Tomó once años construirlo y durante ese tiempo todas las otras obras en la ciudad se detuvieron para terminar la fortaleza tan pronto como fue posible.
El nuevo Revelin se convirtió en la mayor fortaleza de la ciudad. Es un cuadrilátero irregular, con uno de sus lados que desciende hacia el mar, está protegido por un profundo foso en el otro lado. Un puente que cruza el foso de protección, se conecta a la puerta de Ploča y otro se conecta al suburbio oriental. Los trabajos de construcción se ejecutaron perfectamente pues el devastador terremoto de 1667 no le causó daños. En su interior se divide en tres grandes salas abovedadas. El Fuerte Revelin se convirtió en el centro administrativo de la República.

#### Fuerte de San Lorenzo

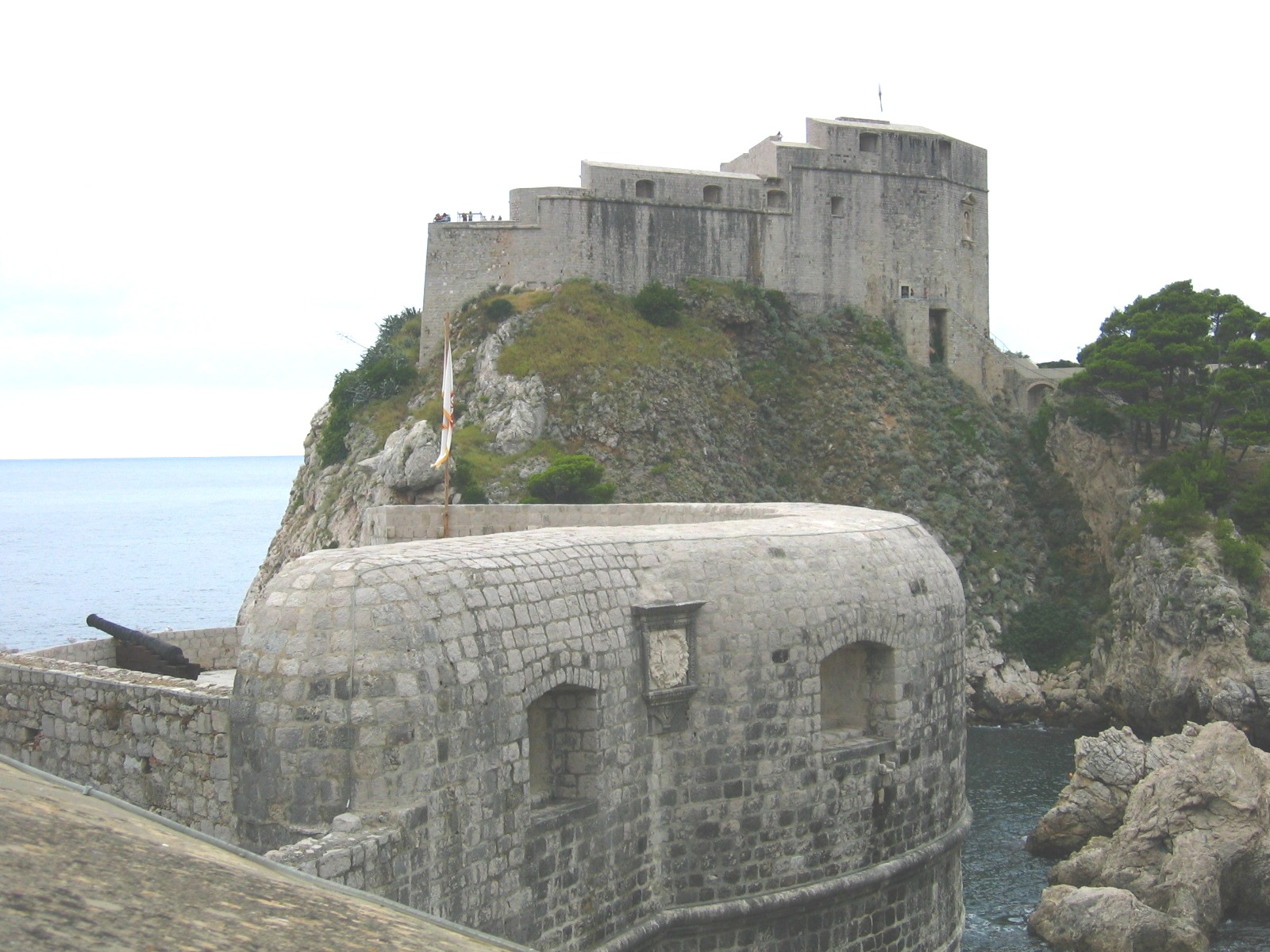
Los muros del Fuerte de San Lorenzo que quedan expuestos al fuego enemigo alcanzan hasta los 12 m de grosor. En primer término se puede observar el Fuerte Bokar.

El Fuerte de San Lorenzo (en croata: Lovrijenac), a menudo llamado el Gibraltar de Dubrovnik, está situado exento de las murallas de la ciudad, al oeste, 37 metros sobre nivel del mar. La fortaleza es un cuadrilátero con poderosos arcos. A medida que la altura es desigual, tiene tres terrazas con parapetos de gran alcance, la más amplia vista hacia el sur y hacia el mar. Lovrijenac fue defendida con diez cañones grandes, el mayor y más famoso de los cuales era el Lagarto (en croata: Guster). Las paredes expuestas al fuego enemigo son de casi 12 metros de grosor, sin embargo, la pared frente a la ciudad no excede de 60 centímetros. Dos puentes levadizos permiten llegar a la fortaleza, por encima de la puerta hay una inscripción no Bene Pro Toto Libertas Venditur Auro («La libertad no se vende ni por todo el oro del mundo»). A fin de asegurar la lealtad, las tropas en el Fuerte de San Lorenzo se rotaban cada 30 días, y para garantizar la total lealtad, se les daban, cuando entraban a la fortaleza, únicamente raciones para ese periodo de tiempo. De acuerdo a los escritos de la época, fue construida en sólo tres meses. Hoy en día, su interior es una de las paradas turísticas más significativas en Europa, un lugar bien conocido por las actuaciones de Hamlet.

## Fortificaciones en los alrededores de Dubrovnik

### Murallas de Ston

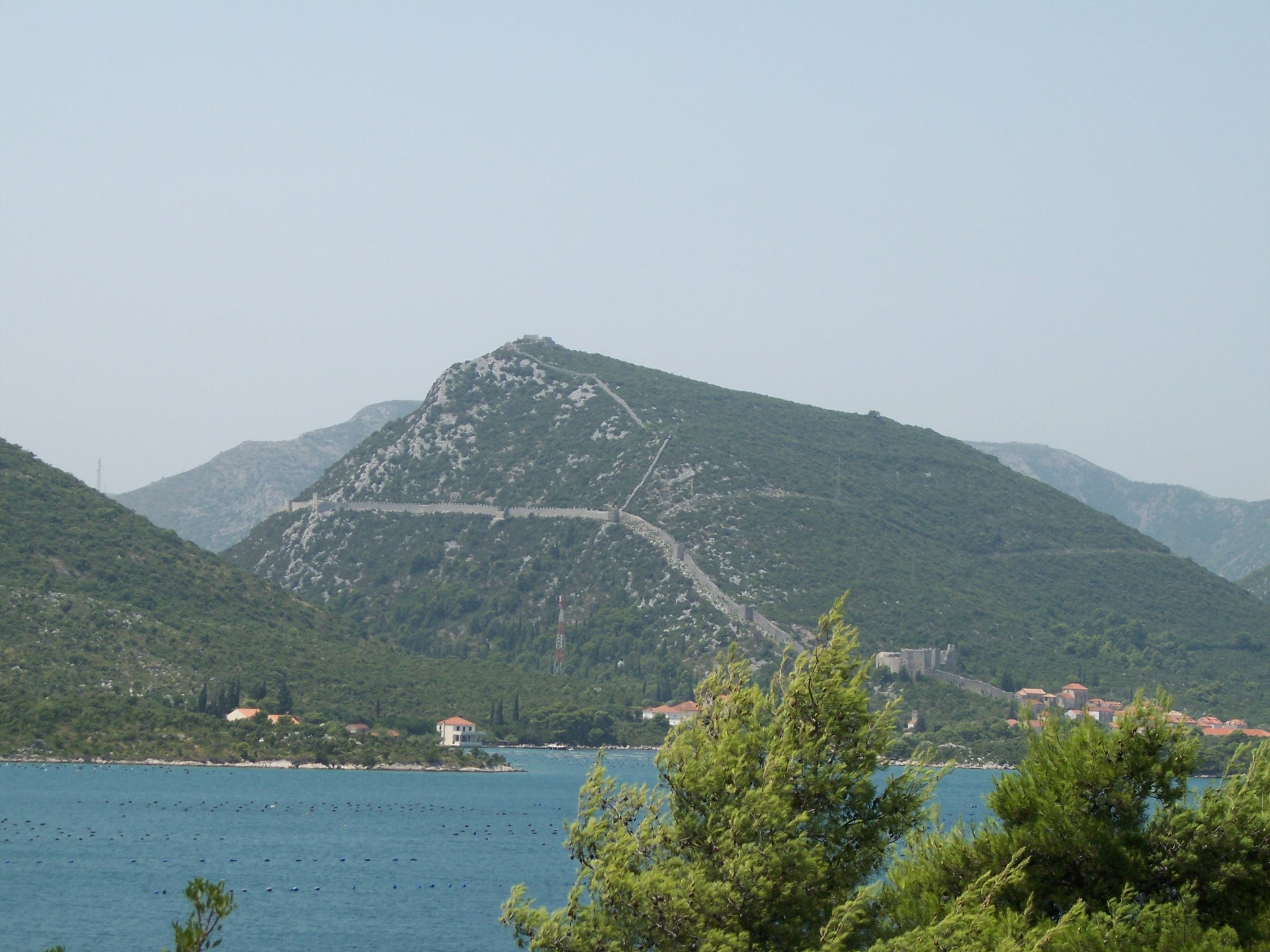
Murallas de Ston. Con siete kilómetros, fueron las segundas murallas de mayor longitud de Europa en toda su historia.

Las murallas de Ston son una serie de muros de piedra defensivos, originalmente de más de siete kilómetros de largo. A pesar de su pequeño tamaño, la República de Dubrovnik fue bien protegida por las murallas de la ciudad, además se utilizó Pelješac para construir otra línea de defensa. En el punto más estrecho de Pelješac, justo antes de su unión con el continente, hay un muro construido a partir de Ston y hasta Mali Ston.
Hoy en día 5,5 kilómetros de murallas unen estas dos pequeñas comunidades. Tiene forma de un pentágono y se completó en el siglo XV, junto con sus cuarenta torres y cinco fortalezas. Es la segunda muralla más larga de Europa, sólo superada por el Muro de Adriano, entre Escocia e Inglaterra.

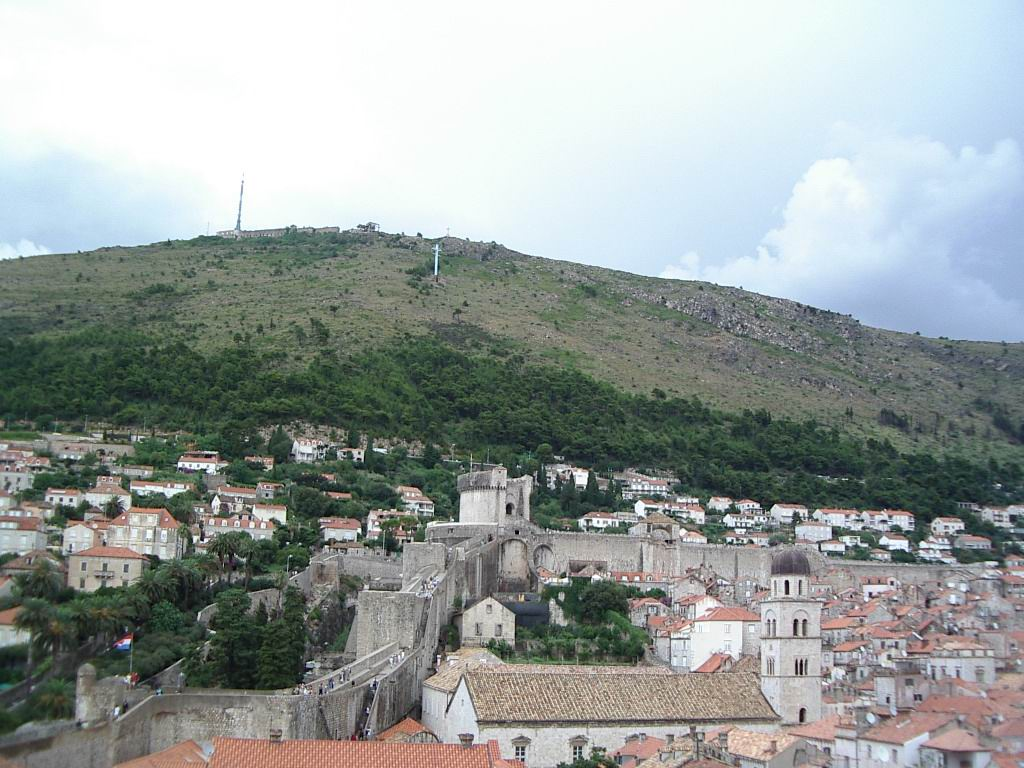
Monte Srđ, ubicación del Fuerte Imperial y de modernas antenas de telecomunicaciones, a cuyo pie se extiende la ciudad de Dubrovnik, con la Torre Minčeta en el centro.

### Fuerte Halcón
El Fuerte Halcón (en croata: Sokol Grad) fue una de las fortalezas más importantes y más grandes en el territorio de la República de Ragusa, debido a su posición en la región montañosa, cerca de Bosnia, hacia el interior. Fue construido en el lugar antes ocupado por los ilirios y más tarde por fortificaciones romanas, evidente por sus restos de cerámicas y enladrillado romano en sus paredes. En 1391, los hermanos Sanković, en ese momento los gobernantes de Konavle, dieron a la República de Ragusa autoridad total sobre el Fuerte Halcón, aunque la fortaleza no pasó a posesión definitiva de la república hasta 1423.
La República de Ragusa mantuvo constantemente la inversión en el mantenimiento de la fortaleza, debido a su importancia estratégica. El fuerte tenía cisterna, bodegas de alimentos y vino, garitas, cuarteles y un edificio santuario que servían para acomodar a los refugiados de pueblos cercanos, en caso de guerra.

### Fuerte imperial
El llamado Fuerte Imperial se sitúa en la parte superior de la montaña Srđ, justo por encima de la ciudad de Dubrovnik. Fue construido en 1810, por orden de Auguste Marmont. El fuerte fue llamado así, en honor del emperador Napoleón. La fortaleza tenía una gran importancia estratégica para la defensa del flanco norte de la ciudad.

### Fuerte de Prevlaka
La fortaleza se encuentra en Ponta Oštro, al final de la península de Prevlaka. Fue construido a mediados del siglo XIX (1856-1862), como una parte del sistema de fortificaciones de la bahía de Kotor en tiempo del Imperio Austríaco. Por su monumentalidad y estructura única, presenta un excepcional ejemplo de arquitectura militar de su tiempo. Hoy en día, la fortaleza está fuera de uso y gravemente dañada por varias destrucciones durante su historia.

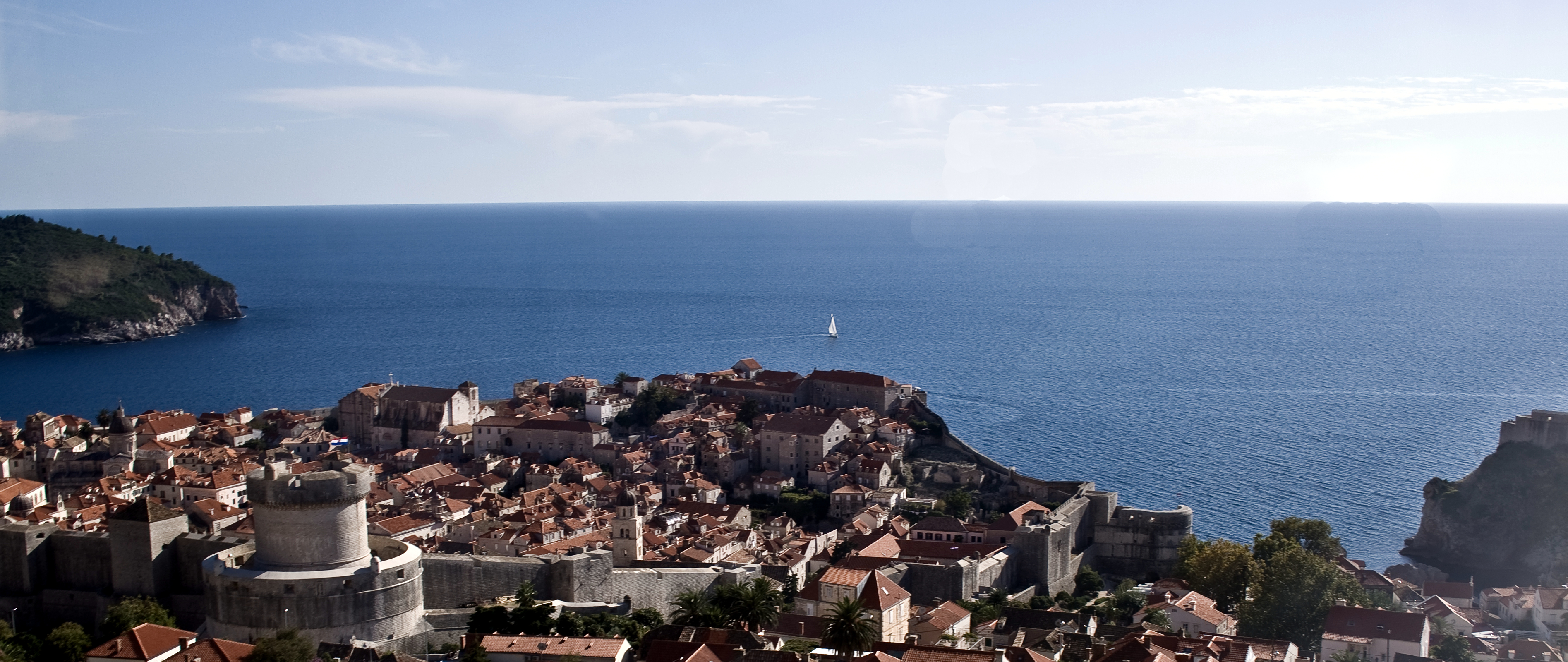
La ciudad de Dubrovnik, con el mar Adriático al fondo. En la parte inferior izquierda de la imagen se aprecia la Torre Minčeta y a la derecha los fuertes Bokar y de San Lorenzo.

## Murallas durante los asedios

### Asedio sarraceno (866 - 867)

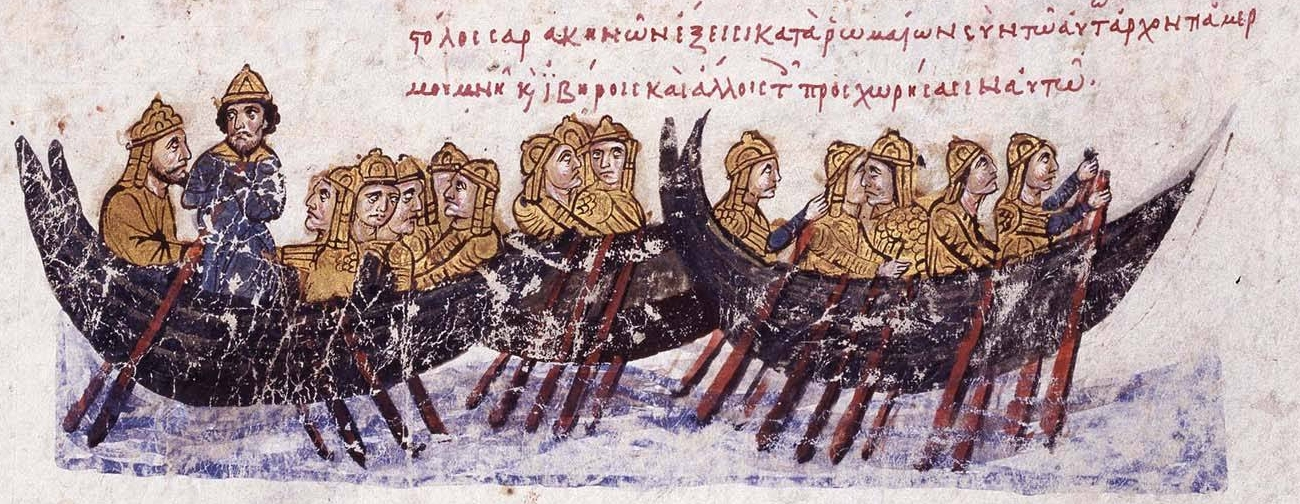
Corsarios sarracenos en 867 poniendo sitio a Dubrovnik (manuscrito Madrid Skylitzes).

En 866, un mayor árabe incursionó a lo largo de Dalmacia y atacó Budva y Kotor para luego, en 867, asediar a Dubrovnik. La ciudad de Dubrovnik apeló al emperador bizantino, Basilio I, quien respondió mandando más de 100 barcos. Finalmente, el asedio sarraceno de Dubrovnik, que duró quince meses, se levantó debido a la intervención de Basilio I, y la flota al mando de Niketas Oryphas. Después de este suceso, la armada bizantina navegó a lo largo de la costa, recogiendo promesas de lealtad al imperio por parte de las ciudades de Dalmacia. El daño causado por los sarracenos no se conoce, pero el hecho de que Dubrovnik hubiese logrado sobrevivir quince meses de asedio, demuestra lo bien que fue fortificada la ciudad.

### Asedio veneciano (948)
Con el debilitamiento de Bizancio, Venecia empezó a ver Ragusa como un rival que tenía que estar bajo su control, pero el intento de conquistar la ciudad en 948 fracasó. Los ciudadanos atribuyeron a San Blas la victoria, por esa razón lo adoptaron como santo patrono.

### Asedio de Nemanja (1185)
Después de algunas disputas territoriales, la guerra estalló entre el Stefan Nemanja, Gran príncipe de Raška y la ciudad de Dubrovnik. En 1185 Nemanja atacó y puso sitio a la ciudad de Dubrovnik. Sin embargo, un contraataque de Ragusa obligó a las fuerzas de Nemanja a regresar y según las crónicas de Dubrovnik, que son aceptadas por la mayoría de los historiadores, el sitio finalmente fracasó. No se sabe cuánta ayuda recibió Dubrovnik de los normandos, mientras se repelió el sitio.

### Asedio veneciano y Cuarta Cruzada (1205)
En 1205, la República de Venecia invadió Dalmacia con las fuerzas de la Cuarta Cruzada. Ragusa se vio obligada a rendir pleitesía y se convirtió en una fuente de suministros para Venecia, y así se salvó de ser saqueada, como lo había sido Zadar después del Sitio de Zara. Venecia utilizaba la ciudad como su base naval en el sur del Mar Adriático. En el siglo XIV, después de la liberación de la supremacía de Venecia, se llevó a cabo una amplia labor en las murallas para garantizar la libertad de la república.

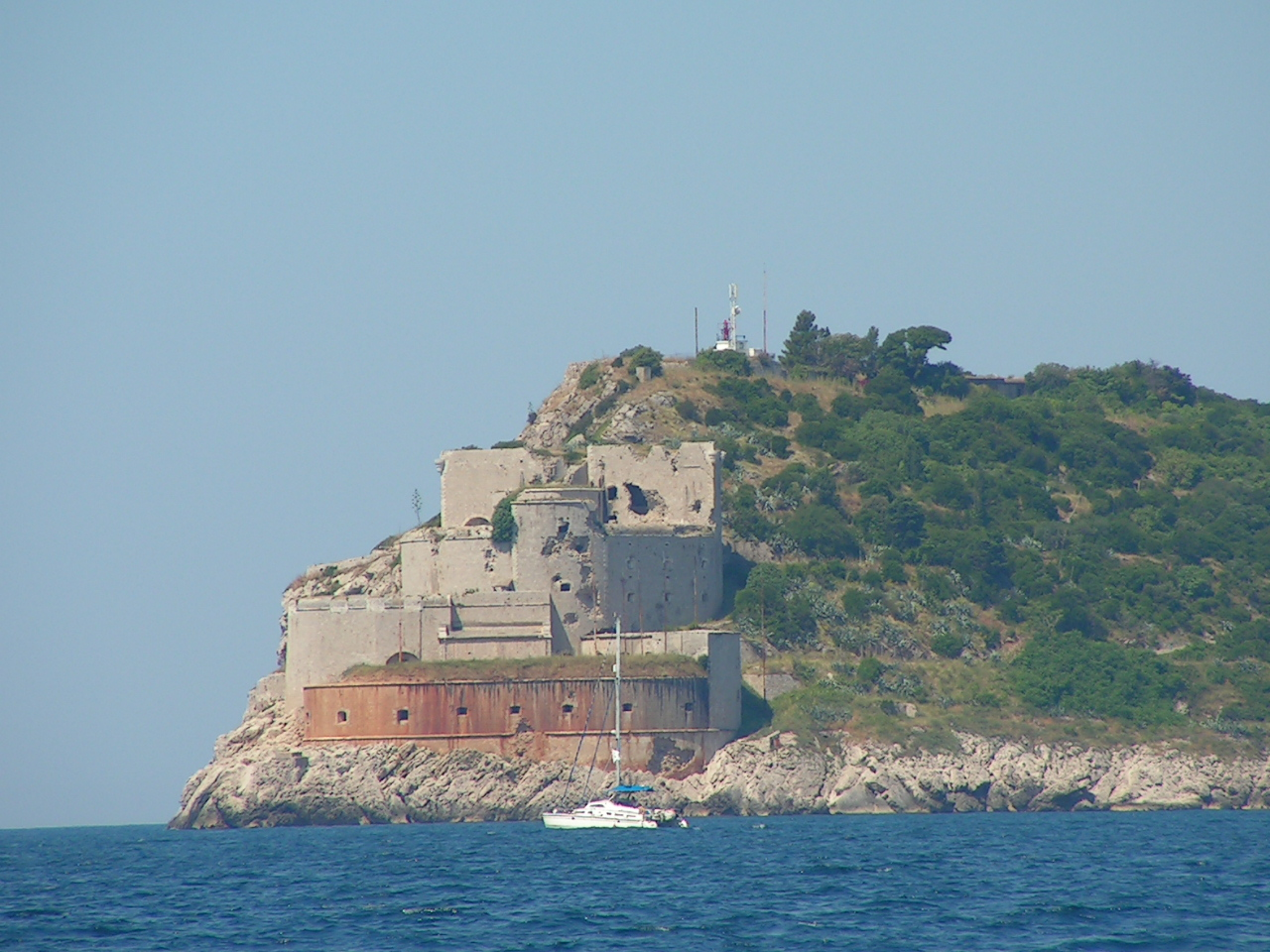
El Fuerte de Prevlaka está fuera de uso y gravemente dañado por varias destrucciones durante su historia.

### Asedio de Stjepan Vukčić Kosača (1451)
En 1451, el muy poderoso señor de Bosnia Stjepan Vukčić Kosača atacó Dubrovnik y puso sitio a la ciudad. Anteriormente Stjepan había sido proclamado noble de Ragusa y, en consecuencia, el gobierno de Ragusa lo acusó de traición y ofreció una recompensa a cualquiera que lo matara. Esta recompensa constaba en 15 000 ducados, un palacio en Dubrovnik valorado en otros 2000 ducados y una renta anual de 300 ducados, además de la promesa de obtener un título nobiliario de Ragusa heredable a quien cometiera el hecho. Stjepan estaba tan asustado por la amenaza que finalmente él mismo levantó el sitio.

### Asedio ruso (1806)
En 1800, la República tenía una red muy organizada de consulados y oficinas consulares en más de ochenta ciudades y puertos de todo el mundo. En 1806, la República se rindió ante las fuerzas del Primer Imperio francés para poner fin a un largo asedio de meses hecho por la flota de Rusia y Montenegro (durante el cual 3.000 balas de cañón cayeron en la ciudad). Los franceses levantaron el sitio y se resguardaron en Ragusa. El ejército francés dirigido por Napoleón Bonaparte entró en Dubrovnik en 1806. En 1808, el mariscal Auguste Marmont abolió la República de Ragusa y unió ese territorio a las Provincias Ilirias francesas, él mismo se proclamó «duque de Ragusa» (Duc de Raguse). Dubrovnik permaneció en este nuevo estatus hasta 1814, cuando las tropas austriacas e inglesas entraron en la ciudad el 28 de enero, utilizando la Puerta de Pila. Después de ello volvió a ser parte del imperio austriaco hasta el final de la Primera Guerra Mundial.

### Asedio del ejército yugoslavo (1991 – 1992)

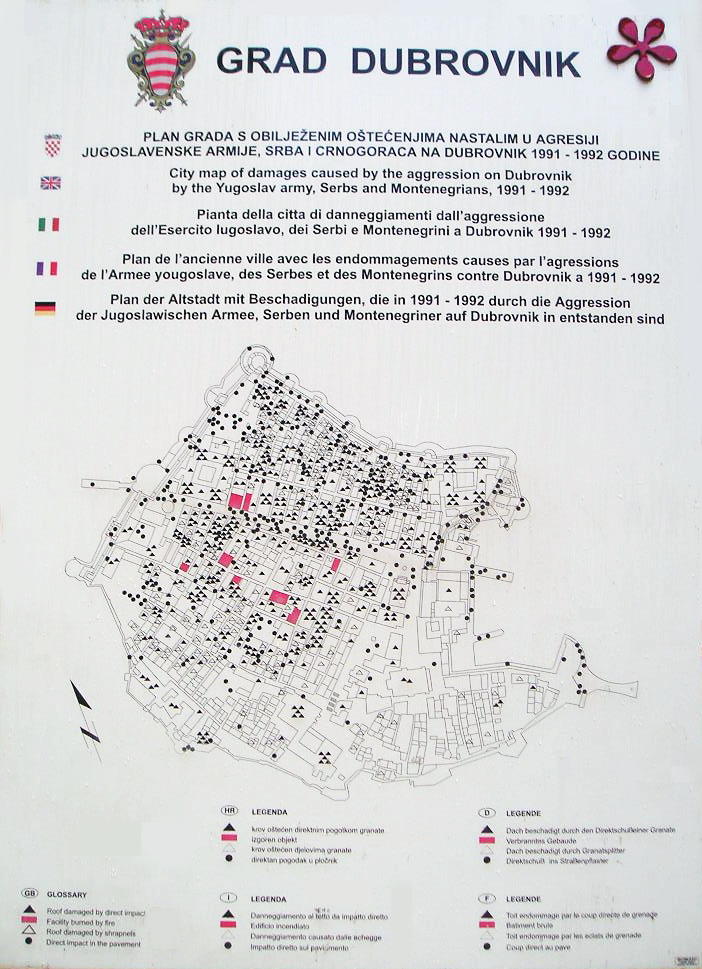
Marcados en el mapa de la ciudad los daños por el bombardeo del JNA.

El asedio de Dubrovnik (en croata: Opsada Dubrovnika) es un término que marca la batalla y el sitio de la ciudad de Dubrovnik y sus alrededores en Croacia en el marco de la guerra croata de Independencia. Dubrovnik fue asediada y atacada por las fuerzas serbias del Ejército Popular Yugoslavo a finales de 1991, con los combates principales a principios de 1992 y el contraataque croata final, que levanta el sitio y libera la zona, a mediados de 1992. En el Tribunal Penal Internacional para la ex Yugoslavia, el fiscal alegó: «El objetivo de las fuerzas serbias fue el de separar esta zona de Croacia y anexarla a Montenegro».
En 1991, el American Institute of Architects condenó el bombardeo de los edificios de la ciudad. El Instituto para la Protección de los Monumentos Culturales, en colaboración con la Unesco, establecieron que de los 824 edificios en la ciudad antigua, 563 de ellos (lo que era el 68,33% del total) habían sido alcanzados por los proyectiles durante el sitio. De estos 563, nueve edificios habían sido completamente destruidos por uno de los incendios que se produjeron durante el sitio. En 1993, el Instituto para la Rehabilitación de Dubrovnik y la Unesco estimaron que el costo total para la restauración de edificios (tanto privados, religiosos como públicos), calles, plazas, fuentes, murallas, puertas y puentes sería de 9.657.578 dólares estadounidenses. A finales de 1999, más de 7 000 000 $ se habían gastado en la restauración.